# Porträt Stéphane Mallarmé
Das Porträt Stéphane Mallarmé (französisch: Portrait de Stéphane Mallarmé) ist ein Bild des Malers Édouard Manet. Es entstand 1876 und zeigt den Dichter Stéphane Mallarmé, der freundschaftlich mit dem Maler verbunden war. Es wurde 1884, nach dem Tod Manets, erstmals öffentlich gezeigt. Ursprünglich war die Leinwand nur 27 × 34 Zentimeter groß. Laut Adolphe Tabarant hat Manet während der Arbeit am Bild rechts einen Streifen von zwei Zentimeter angenäht.

## Beschreibung
Die Leinwand zeigt Mallarmé in lässiger Haltung auf einer Chaiselongue. Er ist dunkel gekleidet, beugt den Oberkörper leicht nach rechts, schaut nachdenklich nach unten aus dem Bild heraus. Die rechte Hand hält eine brennende Zigarre, deren Rauch in die Höhe steigt, und ruht auf einem geöffneten Buch oder einem flachen Stapel Papier. Die Linke steckt bis auf den Daumen in der Seitentasche seines Gehrocks. Am Gehrock sind zwei Reihen Knöpfe erkennbar, an den Ärmeln leuchtet der helle Stoff seines Hemdes auf. Die Chaiselongue ist mit hellem, anscheinend geblümten Stoff bezogen. Im Hintergrund des Bildes sieht man eine ockerfarbene Tapete, ebenfalls mit Pflanzenmustern verziert.

## Manet und Mallarmé
Als das Bild entstand, waren Manet und Mallarmé bereits seit drei Jahren bekannt. Das kann aus einem Brief Félicien Rops’ an Manet geschlossen werden. Freundschaftlich verbunden waren sie spätestens seit sich Mallarmé in der Renaissance für Manet eingesetzt hatte, weil die Jury des Salon de Paris mehrere Bilder des Malers zurückwies. Seitdem habe Mallarmé, der auch mit Renoir, Monet, Gauguin und anderen Malern befreundet war, Manet fast täglich auf dem Nachhauseweg von seiner Arbeit als Englischlehrer besucht. In seinem Aufsatz Le Jury de peinture pour 1874 et M. Manet richtete sich Mallarmé gegen die Engstirnigkeit der Kritik. Mallarmé schrieb:
Das große Publikum, dem man nichts verhehlen kann … wird eines Tages die Bedeutung des Gesamtwerkes erkennen und seine Abkehr von dem Veralteten wird dann umso gründlicher sein …
In seinem Aufsatz The Impressionists and Édouard Manet machte sich Mallarmé 1876 ein zweites Mal für seinen Freund stark und pries Manets Kunst als perfekte Verkörperung des modernen Geistes. Düchting geht davon aus, dass das besprochene Porträt als Dank für diese Parteinahme zu sehen ist. In der ungezwungene Körperhaltung drücke sich die herzliche Freundschaft zwischen Künstler und Dichter aus.
Für Georges Bataille ist das Bild in Kunstgeschichte und Literatur gleichermaßen außergewöhnlich. Es strahle die Freundschaft zweier großer Geister wieder (Dans l’histoire de l’art et de la littérature, ce tableau est exceptionnel. Il rayonne l’amitié de deux grands esprits).